# Fotballklubben Bodø/Glimt 2011
Questa voce raccoglie le informazioni riguardanti il Fotballklubben Bodø/Glimt nelle competizioni ufficiali della stagione 2011.

## Stagione
Il Bodø/Glimt chiuse la stagione al 5º posto in classifica, mentre l'avventura nella Coppa di Norvegia 2011 terminò al terzo turno della competizione, dopo la sconfitta nello slaget om Nord-Norge contro il Tromsø. Nel corso della stagione, l'allenatore Kåre Ingebrigtsen rassegnò le proprie dimissioni, venendo sostituito da Cato André Hansen. Il calciatore più utilizzato in stagione fu Aram Khalili con 33 presenze (30 in campionato, 3 in coppa), mentre Jim Johansen fu il miglior marcatore con 17 reti (13 in campionato, 4 in coppa).

## Maglie e sponsor
Lo sponsor tecnico per la stagione 2011 fu Diadora, mentre lo sponsor ufficiale fu Nordlandsbanken. La divisa casalinga era completamente giallo ocra, con inserti neri. Quella da trasferta era invece totalmente nera, con inserti giallo ocra.
| Casa | Trasferta |

## Rosa
| N. |                     | Ruolo | Calciatore              |
| -- | ------------------- | ----- | ----------------------- |
| 1  | Estonia (bandiera)  | P     | Pavel Londak            |
| 2  | Norvegia (bandiera) | D     | Karl Morten Eek         |
| 3  | Norvegia (bandiera) | D     | Ulrik Saltnes           |
| 3  | Norvegia (bandiera) | D     | Per Verner Rønning      |
| 4  | Norvegia (bandiera) | D     | Martin Bjørnbak         |
| 5  | Norvegia (bandiera) | D     | Thomas Jacobsen         |
| 7  | Norvegia (bandiera) | A     | Torgeir Dahle           |
| 8  | Norvegia (bandiera) | C     | Michael Haukås          |
| 9  | Norvegia (bandiera) | A     | Jim Johansen            |
| 10 | Norvegia (bandiera) | A     | Aram Khalili            |
| 11 | Norvegia (bandiera) | D     | Mounir Hamoud           |
| 12 | Norvegia (bandiera) | P     | Jonas Kolstad           |
| 14 | Norvegia (bandiera) | A     | Trond Fredrik Ludvigsen |
| 15 | Norvegia (bandiera) | A     | Erlend Robertsen        |
| 16 | Norvegia (bandiera) | C     | Ruben Want              |

| N. |                      | Ruolo | Calciatore         |
| -- | -------------------- | ----- | ------------------ |
| 17 | Norvegia (bandiera)  | D     | Ruben Imingen      |
| 18 | Norvegia (bandiera)  | C     | Christian Berg     |
| 19 | Norvegia (bandiera)  | A     | Håvard Sakariassen |
| 20 | Danimarca (bandiera) | D     | Thobias Skovgaard  |
| 21 | Norvegia (bandiera)  | C     | Daniel Stensland   |
| 22 | Norvegia (bandiera)  | D     | Morten Johannessen |
| 22 | Norvegia (bandiera)  | D     | Tom Erik Nordberg  |
| 23 | Norvegia (bandiera)  | A     | Stig Johansen      |
| 24 | Norvegia (bandiera)  | C     | Anders Karlsen     |
| 25 | Norvegia (bandiera)  | P     | Ivar Forn          |
| 25 | Norvegia (bandiera)  | P     | Emir Resulbegovic  |
| 26 | Norvegia (bandiera)  | C     | Daniel Berntsen    |
| 27 | Norvegia (bandiera)  | C     | Viljar Nordberg    |
| 28 | Norvegia (bandiera)  | A     | Ulrik Berglann     |
| 29 | Norvegia (bandiera)  | C     | Thomas Rønning     |

## Calciomercato

### Sessione invernale(dal 01/01 al 31/03)
| Acquisti | Acquisti        | Acquisti       | Acquisti      |
| R.       | Nome            | da             | Modalità      |
| -------- | --------------- | -------------- | ------------- |
| D        | Martin Bjørnbak | Stålkameratene | definitivo    |
| D        | Karl Morten Eek | Løv-Ham        | fine prestito |
| A        | Jim Johansen    | Strømsgodset   | definitivo    |
| A        | Aram Khalili    | svincolato     |               |

| Cessioni | Cessioni               | Cessioni | Cessioni   |
| R.       | Nome                   | a        | Modalità   |
| -------- | ---------------------- | -------- | ---------- |
| P        | Pavel Londak           | Bucaspor | prestito   |
| D        | Alo Bärengrub          |          | svincolato |
| D        | Johan Lædre Bjørdal    | Viking   | definitivo |
| C        | Runar Berg             |          | ritiro     |
| C        | Stefan Johansen        |          | svincolato |
| C        | Anders Ågnes Konradsen |          | svincolato |
| A        | Thiago Martins         |          | ritiro     |

### Sessione estiva(dal 01/08 al 31/08)
| Acquisti | Acquisti          | Acquisti   | Acquisti      |
| R.       | Nome              | da         | Modalità      |
| -------- | ----------------- | ---------- | ------------- |
| P        | Pavel Londak      | Bucaspor   | fine prestito |
| D        | Tom Erik Nordberg | Rosenborg  | definitivo    |
| A        | Torgeir Dahle     | Byåsen     | prestito      |
| A        | Stig Johansen     | svincolato |               |

| Cessioni | Cessioni                | Cessioni  | Cessioni   |
| R.       | Nome                    | a         | Modalità   |
| -------- | ----------------------- | --------- | ---------- |
| D        | Per Verner Rønning      | Rosenborg | definitivo |
| A        | Trond Fredrik Ludvigsen | Alta      | definitivo |

## Risultati

### 1. divisjon

#### Girone di andata
| Arbitro: | Borgersen (Oslo) |

|                                  |           |  |
| Torset 5’ Klock 66’ Diomande 90’ | Marcatori |  |

| Arbitro: | Kjensli (Oslo) |

|               |           |           |
| Robertsen 36’ | Marcatori | 58’ Lamøy |

| Arbitro: | Steen |

|                                              |           |  |
| Saaliti 19’ Eriksen 23’ Skjølsvik 30’ (rig.) | Marcatori |  |

| Arbitro: | Toppe |

|                        |           |             |
| J. Johansen 24’ (rig.) | Marcatori | 29’ Solhaug |

| Arbitro: | Hansen (Feda) |

|            |           |  |
| Sistek 16’ | Marcatori |  |

| Arbitro: | Hansen |

|             |           |         |
| Karlsen 35’ | Marcatori | 35’ Aas |

| Arbitro: | Bruheim |

|  |           |                 |
|  | Marcatori | 57’ Sakariassen |

| Arbitro: | Tennøy |

|                                           |           |  |
| Robertsen 45’ Khalili 55’ V. Nordberg 90’ | Marcatori |  |

| Arbitro: | Borgersen (Oslo) |

|           |           |                              |
| Hagen 72’ | Marcatori | 21’ J. Johansen 32’ Berntsen |

| Arbitro: | Kjensli (Oslo) |

|                               |           |                                |
| Beugre 7’, 41’ Sigurðsson 56’ | Marcatori | 22’ J. Johansen 81’ T. Rønning |

| Arbitro: | Ahlsen |

|                                               |           |                        |
| J. Johansen 26’ Berntsen 32’ Khalili 45’, 89’ | Marcatori | 29’ Fazlagić 54’ Güven |

| Arbitro: | Steen |

|                                        |           |                       |
| Nikolaisen 5’ Larsen 44’ Erlandsen 81’ | Marcatori | 51’, 61’, 66’ Khalili |

| Arbitro: | Eskås |

|                 |           |  |
| J. Johansen 50’ | Marcatori |  |

| Arbitro: | Hansen (Feda) |

|                          |           |  |
| C. Olsen 26’ Motland 64’ | Marcatori |  |

| Arbitro: | Hansen |

|                                            |           |  |
| P. Rønning 27’ J. Johansen 38’ (rig.), 44’ | Marcatori |  |

#### Girone di ritorno
| Arbitro: | Toppe |

|                               |           |                         |
| Bjerke 34’ (rig.), 51’ (rig.) | Marcatori | 53’ Berg 56’ T. Rønning |

| Arbitro: | Tennøy |

|                                            |           |  |
| Tollås 19’ (aut.) Khalili 43’ Bjørnbak 60’ | Marcatori |  |

| Arbitro: | Hansen (Feda) |

|                             |           |                                      |
| Ingebretsen 11’, 18’ (rig.) | Marcatori | 23’, 66’ Haukås 76’, 87’ J. Johansen |

| Bodø 14 agosto 2011, ore 18:00 19ª giornata | Bodø/Glimt | 0 – 0 referto | Hønefoss | Aspmyra Stadion (5.781 spett.)\| Arbitro: \| Lundby \| |
| Arbitro:                                    | Lundby     |               |          |                                                        |

| Arbitro: | Toppe |

|                   |           |                           |
| Dokken 60’ (rig.) | Marcatori | 11’ Khalili 84’ Robertsen |

| Arbitro: | Rafiq |

|                                |           |             |
| T. Rønning 58’, 72’ Haukås 76’ | Marcatori | 88’ Karlsen |

| Arbitro: | Gjermshus |

|  |           |                        |
|  | Marcatori | 17’ Kallevik 90’ Møvik |

| Arbitro: | Tennøy |

|  |           |                                    |
|  | Marcatori | 38’ (rig.) J. Johansen 87’ Khalili |

| Arbitro: | Hansen (Feda) |

|                                                |           |             |
| Robertsen 17’ J. Johansen 38’, 88’ Karlsen 77’ | Marcatori | 49’ Norberg |

| Arbitro: | Hansen |

|                               |           |                          |
| Åsen 54’ Krogstad 66’ Aas 88’ | Marcatori | 61’ Berntsen 62’ Khalili |

| Bodø 2 ottobre 2011, ore 18:00 26ª giornata | Bodø/Glimt       | 0 – 0 referto | Alta | Aspmyra Stadion (2.231 spett.)\| Arbitro: \| Borgersen (Oslo) \| |
| Arbitro:                                    | Borgersen (Oslo) |               |      |                                                                  |

| Arbitro: | Hakestad |

|            |           |                      |
| Nyborg 50’ | Marcatori | 20’ Berntsen 90’ Eek |

| Arbitro: | Hansen |

|                                       |           |           |
| Khalili 6’ J. Johansen 11’ Hamoud 50’ | Marcatori | 3’ Møller |

| Arbitro: | Eskås |

|                       |           |  |
| Güven 52’ Førsund 59’ | Marcatori |  |

| Arbitro: | Toppe |

|                                        |           |          |
| Jacobsen 36’ Robertsen 63’ Khalili 90’ | Marcatori | 73’ Kanu |

### Coppa di Norvegia
| Arbitro: | Jespersen |

|  |           |                                                       |
|  | Marcatori | 65’ J. Johansen 67’ Stensland 88’ Khalili 90’ Saltnes |

| Arbitro: | Jespersen |

|                                                                     |           |           |
| Ludvigsen 40’ Sakariassen 52’ J. Johansen 54’, 64’, 86’ Karlsen 85’ | Marcatori | 70’ Sokki |

| Arbitro: | Døvle |

|                         |           |  |
| Abdellaoue 6’, 66’, 71’ | Marcatori |  |

## Statistiche

### Statistiche di squadra
| Competizione      | Punti | In casa | In casa | In casa | In casa | In casa | In casa | In trasferta | In trasferta | In trasferta | In trasferta | In trasferta | In trasferta | Totale | Totale | Totale | Totale | Totale | Totale | DR  |
| Competizione      | Punti | G       | V       | N       | P       | Gf      | Gs      | G            | V            | N            | P            | Gf           | Gs           | G      | V      | N      | P      | Gf     | Gs     | DR  |
| ----------------- | ----- | ------- | ------- | ------- | ------- | ------- | ------- | ------------ | ------------ | ------------ | ------------ | ------------ | ------------ | ------ | ------ | ------ | ------ | ------ | ------ | --- |
| 1. divisjon       | 52    | 15      | 9       | 5       | 1       | 30      | 11      | 15           | 6            | 2            | 7            | 22           | 27           | 30     | 15     | 7      | 8      | 52     | 38     | +14 |
| Coppa di Norvegia | -     | 1       | 1       | 0       | 0       | 6       | 1       | 2            | 1            | 0            | 1            | 4            | 3            | 3      | 2      | 0      | 1      | 10     | 4      | +6  |
| Totale            | -     | 16      | 10      | 5       | 1       | 36      | 12      | 17           | 7            | 2            | 8            | 26           | 30           | 33     | 17     | 7      | 9      | 62     | 42     | +20 |

### Statistiche dei giocatori
| Giocatore       | 1. divisjon | 1. divisjon | 1. divisjon | 1. divisjon | Coppa di Norvegia | Coppa di Norvegia | Coppa di Norvegia | Coppa di Norvegia | Totale   | Totale | Totale      | Totale     |
| Giocatore       | Presenze    | Reti        | Ammonizioni | Espulsioni  | Presenze          | Reti              | Ammonizioni       | Espulsioni        | Presenze | Reti   | Ammonizioni | Espulsioni |
| --------------- | ----------- | ----------- | ----------- | ----------- | ----------------- | ----------------- | ----------------- | ----------------- | -------- | ------ | ----------- | ---------- |
| C. Berg         | 19          | 1           | 1           | 0           | 0                 | 0                 | 0                 | 0                 | 19       | 1      | 1           | 0          |
| U. Berglann     | 2           | 0           | 0           | 0           | 0                 | 0                 | 0                 | 0                 | 2        | 0      | 0           | 0          |
| D. Berntsen     | 27          | 4           | 1           | 0           | 1                 | 0                 | 0                 | 0                 | 28       | 4      | 1           | 0          |
| M. Bjørnbak     | 23          | 1           | 1           | 1           | 3                 | 0                 | 0                 | 0                 | 26       | 1      | 1           | 1          |
| T. Dahle        | 8           | 0           | 1           | 0           | 0                 | 0                 | 0                 | 0                 | 8        | 0      | 1           | 0          |
| K. Eek          | 19          | 1           | 4           | 0           | 2                 | 0                 | 0                 | 0                 | 21       | 1      | 4           | 0          |
| I. Forn         | 3           | 0           | 0           | 1           | 1                 | 0                 | 0                 | 0                 | 4        | 0      | 0           | 1          |
| M. Hamoud       | 29          | 1           | 3           | 0           | 3                 | 0                 | 0                 | 0                 | 32       | 1      | 3           | 0          |
| M. Haukås       | 28          | 3           | 2           | 0           | 3                 | 0                 | 0                 | 0                 | 31       | 3      | 2           | 0          |
| R. Imingen      | 14          | 0           | 0           | 0           | 0                 | 0                 | 0                 | 0                 | 14       | 0      | 0           | 0          |
| T. Jacobsen     | 27          | 1           | 3           | 0           | 3                 | 0                 | 0                 | 0                 | 30       | 1      | 3           | 0          |
| M. Johannessen  | 1           | 0           | 1           | 0           | 0                 | 0                 | 0                 | 0                 | 1        | 0      | 1           | 0          |
| J. Johansen     | 27          | 13          | 3           | 0           | 3                 | 4                 | 1                 | 0                 | 30       | 17     | 4           | 0          |
| S. Johansen     | 5           | 0           | 0           | 0           | 0                 | 0                 | 0                 | 0                 | 5        | 0      | 0           | 0          |
| A. Karlsen      | 13          | 2           | 1           | 0           | 2                 | 1                 | 0                 | 0                 | 15       | 3      | 1           | 0          |
| A. Khalili      | 30          | 12          | 2           | 0           | 3                 | 1                 | 0                 | 0                 | 33       | 13     | 2           | 0          |
| J. Kolstad      | 16          | 0           | 1           | 0           | 2                 | 0                 | 0                 | 0                 | 18       | 0      | 1           | 0          |
| P. Londak       | 12          | 0           | 0           | 0           | 0                 | 0                 | 0                 | 0                 | 12       | 0      | 0           | 0          |
| T. Ludvigsen    | 5           | 0           | 0           | 0           | 3                 | 1                 | 0                 | 0                 | 8        | 1      | 0           | 0          |
| T. Nordberg     | 3           | 0           | 0           | 0           | 0                 | 0                 | 0                 | 0                 | 3        | 0      | 0           | 0          |
| V. Nordberg     | 19          | 1           | 0           | 0           | 1                 | 0                 | 0                 | 0                 | 20       | 1      | 0           | 0          |
| E. Resulbegovic | 0           | 0           | 0           | 0           | 0                 | 0                 | 0                 | 0                 | 0        | 0      | 0           | 0          |
| E. Robertsen    | 27          | 5           | 5           | 0           | 1                 | 0                 | 0                 | 0                 | 28       | 5      | 5           | 0          |
| P. Rønning      | 18          | 1           | 1           | 0           | 2                 | 0                 | 0                 | 0                 | 20       | 1      | 1           | 0          |
| T. Rønning      | 24          | 4           | 2           | 0           | 2                 | 0                 | 0                 | 0                 | 26       | 4      | 2           | 0          |
| H. Sakariassen  | 10          | 1           | 1           | 0           | 3                 | 1                 | 0                 | 0                 | 13       | 2      | 1           | 0          |
| U. Saltnes      | 0           | 0           | 0           | 0           | 1                 | 1                 | 0                 | 0                 | 1        | 1      | 0           | 0          |
| T. Skovgaard    | 0           | 0           | 0           | 0           | 0                 | 0                 | 0                 | 0                 | 0        | 0      | 0           | 0          |
| D. Stensland    | 9           | 0           | 0           | 0           | 2                 | 1                 | 0                 | 0                 | 11       | 1      | 0           | 0          |
| R. Want         | 0           | 0           | 0           | 0           | 0                 | 0                 | 0                 | 0                 | 0        | 0      | 0           | 0          |